# Torre del Reformador
Torre del Reformador är ett monument i Guatemala.   Det ligger i departementet Guatemala, i den centrala delen av landet, i huvudstaden Guatemala City. Torre del Reformador ligger 1 507 meter över havet.
Terrängen runt Torre del Reformador är kuperad åt sydväst, men åt nordost är den platt. Runt Torre del Reformador är det mycket tätbefolkat, med 1 095 invånare per kvadratkilometer. Närmaste större samhälle är Guatemala City, 3,1 km norr om Torre del Reformador. I omgivningarna runt Torre del Reformador växer huvudsakligen savannskog.